# Tânger

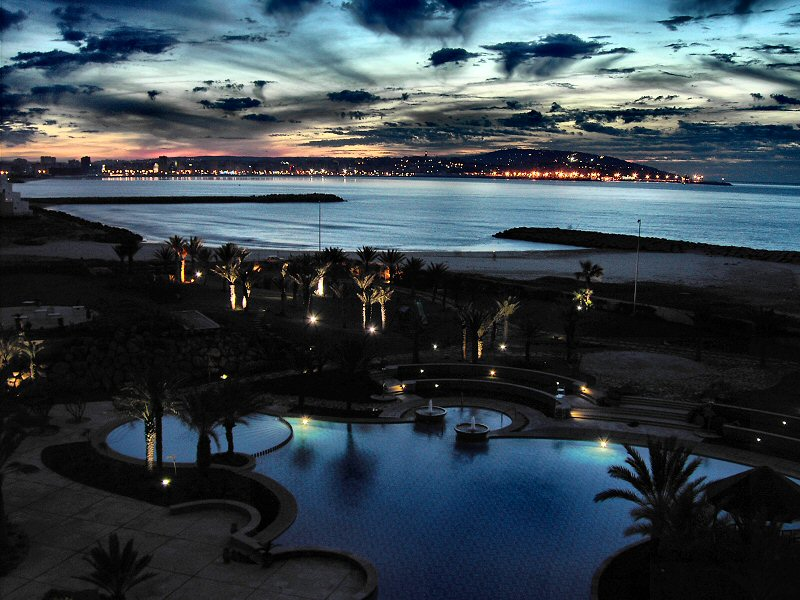
Vista noturna da cidade a partir da zona hoteleira no lado oriental da praia, com o porto e a parte antiga ao fundo

Tânger (em árabe: طنجة; em tifinague: ⵜⵉⵏ ⵉⴳⴳⵉ; romaniz.: Tin Iggi; em inglês: Tangier; em grego clássico e latim: Tingis) é uma cidade do norte de Marrocos, capital da prefeitura de Tânger-Arzila e da região de Tânger-Tetuão-Al Hoceima. Tem 253,5 km² de área  e em 2004 tinha 669 685 habitantes (densidade: 2 641,8 hab./km²).
Situa-se no topo noroeste de África, na costa atlântica e na entrada ocidental do estreito de Gibraltar, que une o Atlântico ao Mediterrâneo e separa Marrocos de Espanha. Dista 14 km em linha reta da península Ibérica.
Tem uma história riquíssima — por ali onde passaram várias civilizações e culturas desde a Antiguidade — que remonta pelo menos ao século V a.C., quando os fenícios ou cartagineses ali fundaram uma colónia que substituiu um assentamento berbere. Foi uma colónia romana, capital da província da Mauritânia Tingitana, tendo sido depois conquistada pelos vândalos. Ao longo da Idade Média foi disputada por vários reinos muçulmanos e cristãos de ambos os lados do estreito. No século XVII foi oferecida por Portugal à Inglaterra, que só a ocupou de facto muito brevemente. De 1923 a 1956 teve estatuto de "cidade internacional", administrada conjuntamente por várias potências coloniais, entre as quais Portugal, e tornou-se um destino para muitos diplomatas, espiões, escritores e homens de negócio europeus e norte-americanos.[carece de fontes?] 
Nas últimas décadas assistiu a um rápido desenvolvimento e modernização, que passou, por exemplo, pela construção de hotéis luxuosos ao longo da sua extensa baía bordejada por uma praia de areia, um bairro de negócios moderno (Tangier City Center), um novo terminal de aeroporto e um novo estádio de futebol.[carece de fontes?] 

## História

### Da lenda à época romana
Segundo a tradição mitológica greco-romana, Tinjis (ou Tinge), que deu o nome original à cidade, era a esposa do gigante Anteu, rei líbio filho de Posídon e Gaia, que foi vencido e morto por Héracles (Hércules para os romanos). Héracles casou depois com Tinjis e dessa união nasceu Sufax, que fundaria a cidade, à qual deu o nome da sua mãe. Plutarco relata que Quinto Sertório descobriu o túmulo de Anteu e Tânger; o esqueleto do gigante media 60 côvados.  As grutas de Hércules — situadas poucos quilómetros a sudoeste da cidade, perto do cabo Espartel, que marca a entrada do estreito de Gibraltar (Colunas de Hércules na Antiguidade) — estão entre as principais atrações turísticas de Tânger. De acordo com a lenda, Hércules teria passado a noite ali antes de realizar o penúltimo dos seus doze trabalhos, o roubo das maçãs do Jardim das Hespérides.[carece de fontes?] O geógrafo romano do século I d.C. Pompónio Mela, que possivelmente seria natural de Tingis, relata que na cidade se conservava o enorme escudo de Anteu, em pele de elefante, que era objeto de grande veneração por parte dos habitantes. 
Segundo os registos históricos e arqueológicos, há indícios de ocupação pré-histórica e, mais tarde, alguns restos de presença fenícia (nomeadamente duas necrópoles), possivelmente devido ao seu excelente porto. A cidade é mencionada por navegadores jónios no século VI a.C. (segundo Hecateu de Mileto) com o nome de Thigge (pronúncia aproximada: tingue). Desde o século IV a.C. aparece como feitoria comercial cartaginesa, onde era cunhada moeda com a legenda púnica TNG’. Aparece na obra helenística Périplo de Pseudo-Cílax (112) e no Périplo de Hanão (2) como Timiatéria (Thymiateria) e Timiatério (Thymiaterion), cuja corrupção pode ter dado origem à Tingentera que aparece nos escritos de Pompónio Mela como sua cidade natal, aludindo a uma migração norte-africana na época púnica para a zona ibérica do estreito, possivelmente muito próxima das atuais Tarifa ou então Algeciras. O topónimo Tingi (ou Tiggin, pronúncia aproximada: tinguim em grego, em Estrabão 3.1.8.) estabiliza-se na época romana. 
Tingis passou para o domínio romano no século I a.C., inicialmente como uma aliada independente.[carece de fontes?] Cerca da década de 40 a.C., segundo Dião Cássio era um município, a cujos habitantes Augusto concedeu a cidadania romana por o terem apoiado na sua guerra civil contra Marco António, rebelando-se contra o seu rei Bogudes, apoiante de Marco António. Segundo Tácito, durante o reinado de Calígula (r. 37–41 d.C.), a antiga província da Mauritânia foi dividida em duas, a Mauritânia Cesariense a leste, e a Mauritânia Tingitana a oeste, ambas imperiais e governadas por um procurador da ordem equestre, passando Tingis a ser a capital da segunda, à qual deu o nome. Pouco depois o imperador Cláudio (r. 41–54) eleva Tingis à categoria de colónia romana, provavelmente com o nome de Colónia Cláudia Cesareia Tingi (em latim: Colonia Claudia Caesarea Tingi). Várias cidades da Tingitana dependiam administrativamente da Bética, entre elas Tingi. A cidade fornecia Roma principalmente de peixe em conserva e púrpura.[carece de fontes?] 
No século III substitui Volubilis como capital da Mauritânia Tingitana. No mesmo século, segundo a tradição, o cristianismo implantou-se em Tingis, tendo lugar ali o martírio de São Marcelo a 28 de julho de 298. Devido ao seu passado cristão, Tânger ainda é uma sé titular da Igreja Católica.  Durante a Tetrarquia, após as reformas de Diocleciano em 296, toda a Mauritânia Tingitana passou a fazer parte da Diocese da Hispânia e por conseguinte a depender da Prefeitura das Gálias.

### Idade Média
No século V, os vândalos liderados por Genserico conquistaram e ocuparam a Tingitana e de lá partiram para a conquista do Norte da África. Um século mais tarde, em 534, durante o reinado de Justiniano, a região passou a fazer parte do Império Bizantino, uma situação que se manteve até 682, quando foi invadida pelos árabes comandados pelo general omíada Muça ibne Noçáir e apoiados pelos berberes Gomaras. Em 711 foi de Tânger que partiram as tropas de Tárique que invadiram a península Ibérica.[carece de fontes?] 
Durante os cinco séculos seguintes, as dinastias de Marrocos, a Ifríquia e da península Ibérica disputam a soberania de Tânger. Durante mais de cem anos, os Idríssidas com capital em Volubilis e depois em Fez enfrentam-se com os Omíadas de Córdova pelo controlo da cidade. O califa andalusino (do Alandalus, a Ibéria muçulmana) Abderramão III (r. 912–961) teve entre os territórios sob o seu domínio Tânger, Ceuta e Melilha. Esse controlo dos califas omíadas de Córdova sobre o norte do que é hoje Marrocos e do Magrebe Central (aproximadamente a atual Argélia) manteve-se com o neto de Abderramão, Hixame II (r. 976–1016), Almançor (m. 1002), o filho deste, Maleque (m. 1009) e Hixame III (r. 1026–1031). Tânger pertenceu à taifa de Málaga a partir de 1026, pouco antes da junta de vizires declarar em 1031 a dissolução do Califado de Córdova. Por esta altura, o historiador andalusino Albacri chama à cidade Ţania Albaida ("Tânger, a Branca", um epíteto que ainda hoje seria adequado).  Em meados do século X, os Fatímidas da Ifríquia estendem a sua autoridade a Tânger. Entre 1075 e 1148 ou 1149 a cidade esteve nas mãos dos Almorávidas, a que se seguiram os Almóadas. Tânger foi ocupada primeiro pelas tropas do califa Abde Almumine e em 1196 por Abu Iúçufe Iacube Almançor. Pertencerá depois ao Reino Haféssida da Ifríquia.[carece de fontes?] 
Durante o século XIII, o início da era dos Merínidas, a praça de Tânger conheceu alguns anos de independência com o emir al-Hamdani. Quando este morreu, às mãos dos seus próprios súbditos, foi sucedido pelo seu filhos. Por esses anos, já durante o reinado de Iacube ibne Abdelhalak, Tânger sofreu um tremendo assédio por terra e por mar.[carece de fontes?]  Em 1274 tornou-se uma possessão merínida. O explorador, escritor e geógrafo ibne Batuta nasceu na cidade em 1304. Sendo contemporâneo de Marco Polo, a sua imagem e fama nunca foi ensombrada por este. Viajante incansável, dedicou a sua vida ao estudo da geografia. Em 1359, a cidade foi conquistada por Abu Salem, irmão de Abu Inam, que vindo da península Ibérica conquistou o trono.[carece de fontes?] 

### Domínio português e reconquista
Os portugueses tentaram conquistar a cidade em 1437, durante o período henriquino. Apesar da oposição inicial do rei D. Duarte e da desaprovação do infante D. Pedro, as cortes reunidas em Évora em Abril de 1436 votaram os créditos para a empresa. Rui de Pina afirma que na armada havia apenas 6 000 homens, número insuficiente para atacar a poderosa praça do Magrebe.[carece de fontes?]
Em setembro de 1437, após partir de Ceuta, chega a Tânger. Uma parte das forças seguiram caminho por terra, comandadas pelo infante D. Henrique, e a outra por mar, comandadas pelo infante D. Fernando. A cidade norte africana era defendida por Çala-ibn-Çala, o antigo capitão de Ceuta aquando da conquista de 1415.

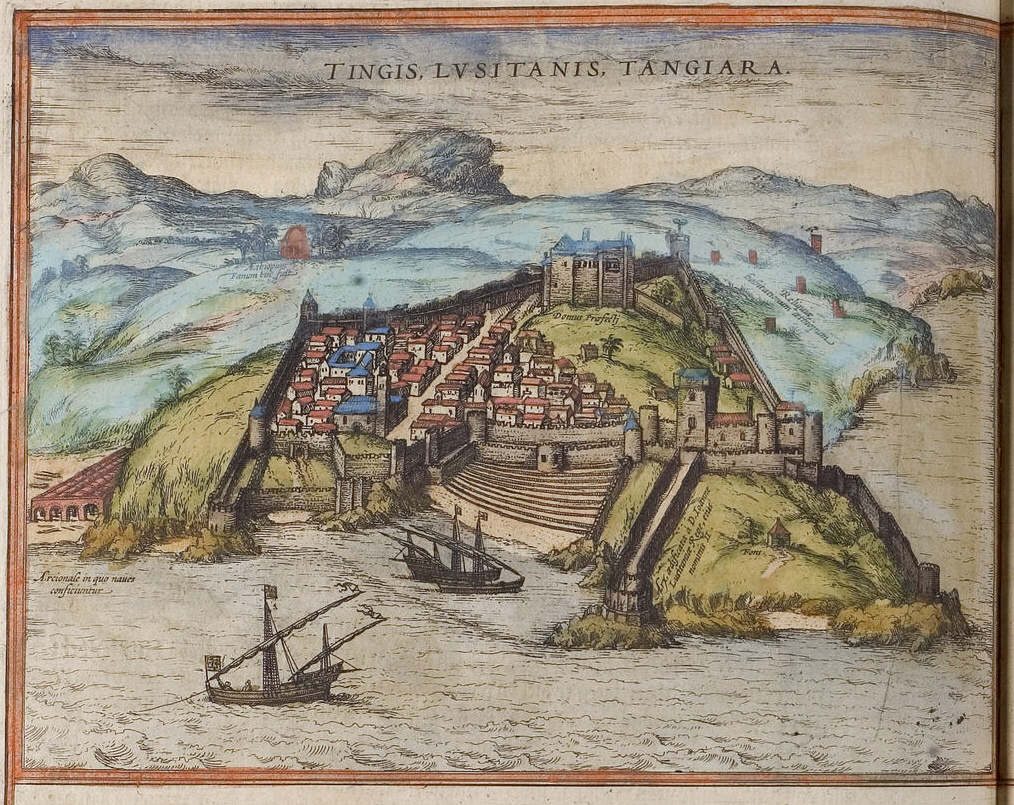
Tingis (Braun e Hogenberg. "Civitates Orbis Terrarum", 1572)

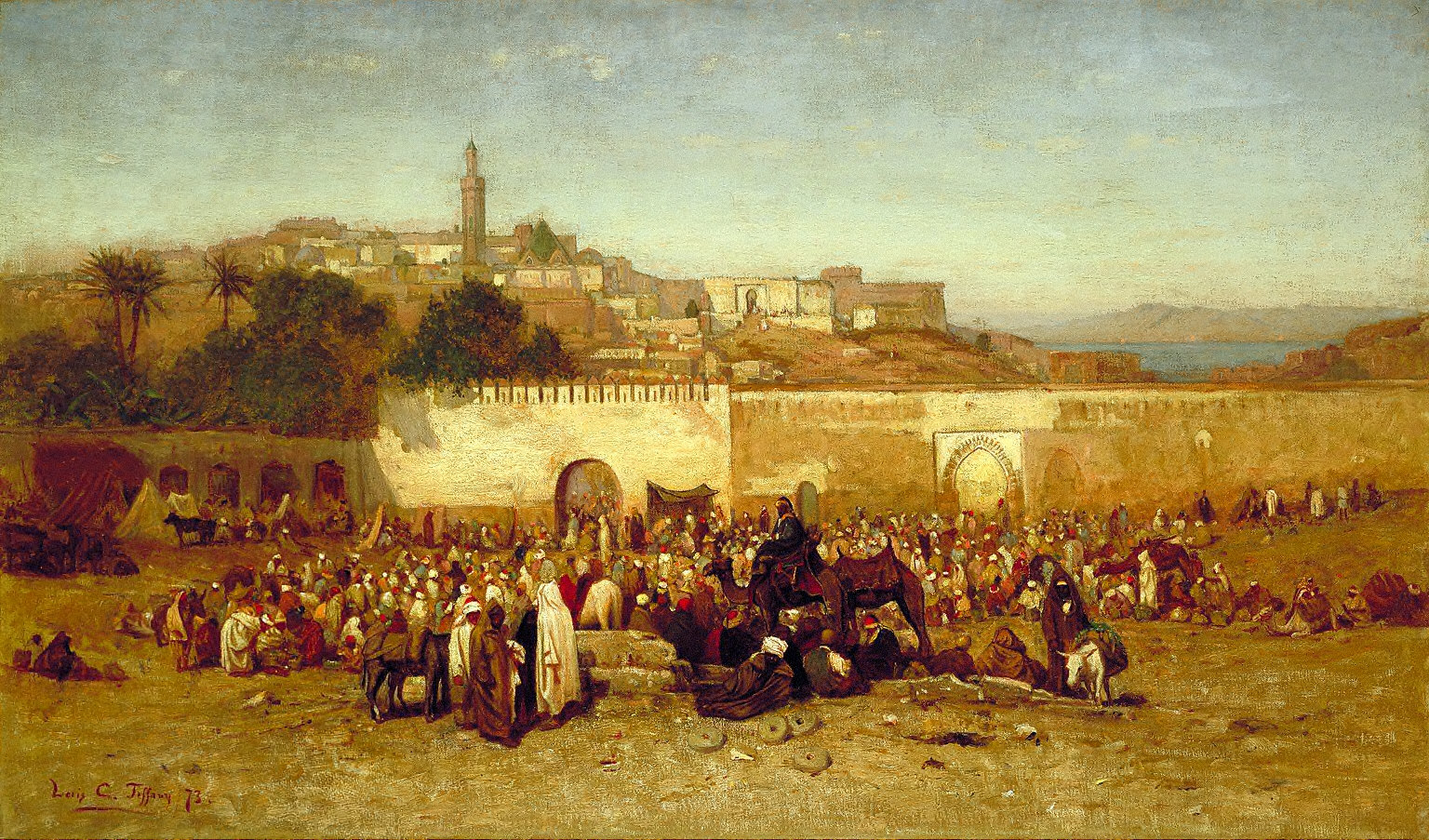
Dia de mercado no exterior das muralhas de Tânger (1873)

Os portugueses, sob a chefia do infante D. Henrique, foram derrotados e deixaram ficar o infante D. Fernando como prisioneiro. Uma vez que o seu resgate passava pela devolução da praça de Ceuta aos marroquinos, o que não foi aceite pelas Cortes portuguesas, D. Fernando viria a falecer cativo em Fez, em 1443, às mãos dos mouros; o seu cativeiro é tradicionalmente visto como motivo de santidade, que está na origem do seu cognome de Infante Santo e este momento histórico passa a ser conhecido por Desastre de Tânger. (Estudos recentes como o do padre Domingos Maurício dos Santos, autor do livro D. Duarte e as responsabilidades de Tânger (1433-1438), revelam as responsabilidades do infante D. Henrique no desastre militar, bem como o de Peter Russell, biógrafo do infante D. Henrique, e o de Luís Miguel Duarte, biógrafo do rei D. Duarte, onde esta questão é amplamente abordada.)
Em 1458, antes de atacar Alcácer-Ceguer, a armada de D. Afonso V esteve dois dias ancorada na baía de Tânger, tendo o rei planeado a sua conquista, no que foi contrariado pelo Conselho. Três vezes tentou atacar a cidade, sempre sem êxito. A 24 de Agosto de 1471, com a tomada de Arzila, os habitantes de Tânger, compreendendo que o objetivo final era a tomada da sua cidade, abandonaram-na. Foi então ocupada por D. João, filho do duque de Bragança no mesmo ano por ordem de D. Afonso V. As relíquias de D. Fernando só então foram recuperadas e solenemente transladadas para o Panteão Régio na Batalha, onde ainda hoje repousam, na Capela dos Fundadores.[carece de fontes?]
No domínio eclesiástico, Tânger pertenceu ao bispado unido de Ceuta e Tânger.[carece de fontes?] No início do século XVI, Tânger permaneceria sempre em pé de guerra, com raros e breves períodos de tréguas. Surgiu então o plano de abandono de algumas praças portuguesas de Marrocos exposto por João III de Portugal, em 1532, ao papa. No entanto, em 1534, num pedido de consulta aos principais conselheiros do Reino, o monarca demonstrou a sua vontade de conservar Tânger como base de ataque ao Reino de Fez. As Cortes de 1562-63, reunidas depois do cerco de Mazagão, insistiram na sua defesa e pediram o reforço da guarnição. Em 1578, por alturas da expedição que viria a partir de Arzila para Alcácer-Quibir, o rei encontrou em Tânger Mulei Moamede Almotoaquil, o xerife deposto por Mulei Abde Almélique.[carece de fontes?]
Tânger permaneceu em mãos portuguesas até 1661, altura em que, ao abrigo do tratado de paz e amizade firmado com a Grã-Bretanha, a mão da princesa Catarina de Bragança, filha de João IV de Portugal, foi dada em casamento ao rei Carlos II de Inglaterra, levando no seu dote as cidades de Tânger e de Bombaim (na Índia). Uma esquadra desembarcou ali nesse mesmo ano e a guarnição e quase toda a população portuguesa regressaram ao Reino. No entanto o domínio inglês sobre a cidade durou pouco tempo. Em 1679, o sultão alauita Mulei Ismail de Marrocos falha na primeira tentativa de conquistar a cidade, mas mantém um grande bloqueio que finalmente leva à retirada inglesa no dia 6 de fevereiro de 1684 — Carlos II considerou que a posse da cidade era inútil e muito onerosa. Antes de retirarem, os ingleses destruíram a cidade e o seu porto. O sultão levou a cabo obras de reconstrução, que no entanto não impedem um lento declínio, a ponto de, no início do século XIX, a população não ultrapassar os 5 000 habitantes. Isso apesar de em 1786 se ter tornado a capital diplomática de Marrocos, onde se instalaram os consulados estrangeiros no sultanato, nomeadamente o espanhol e a primeira legação diplomática dos Estados Unidos (em 1797).[carece de fontes?] 

### Séculos XIX e XX

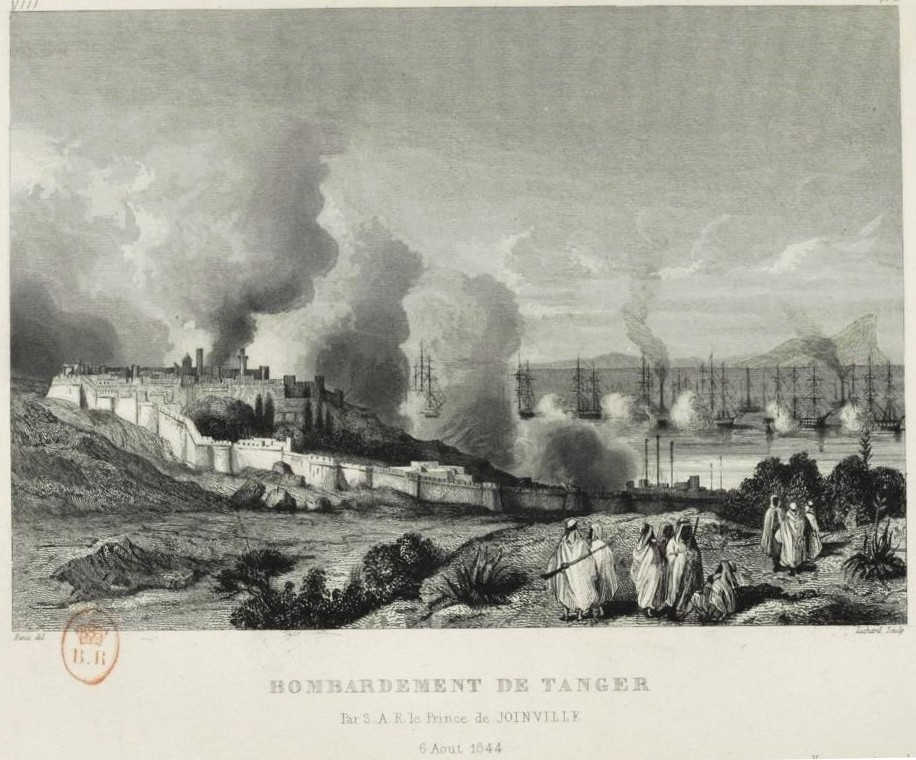
Bombardeamento de Tânger em agosto de 1844 pelos franceses

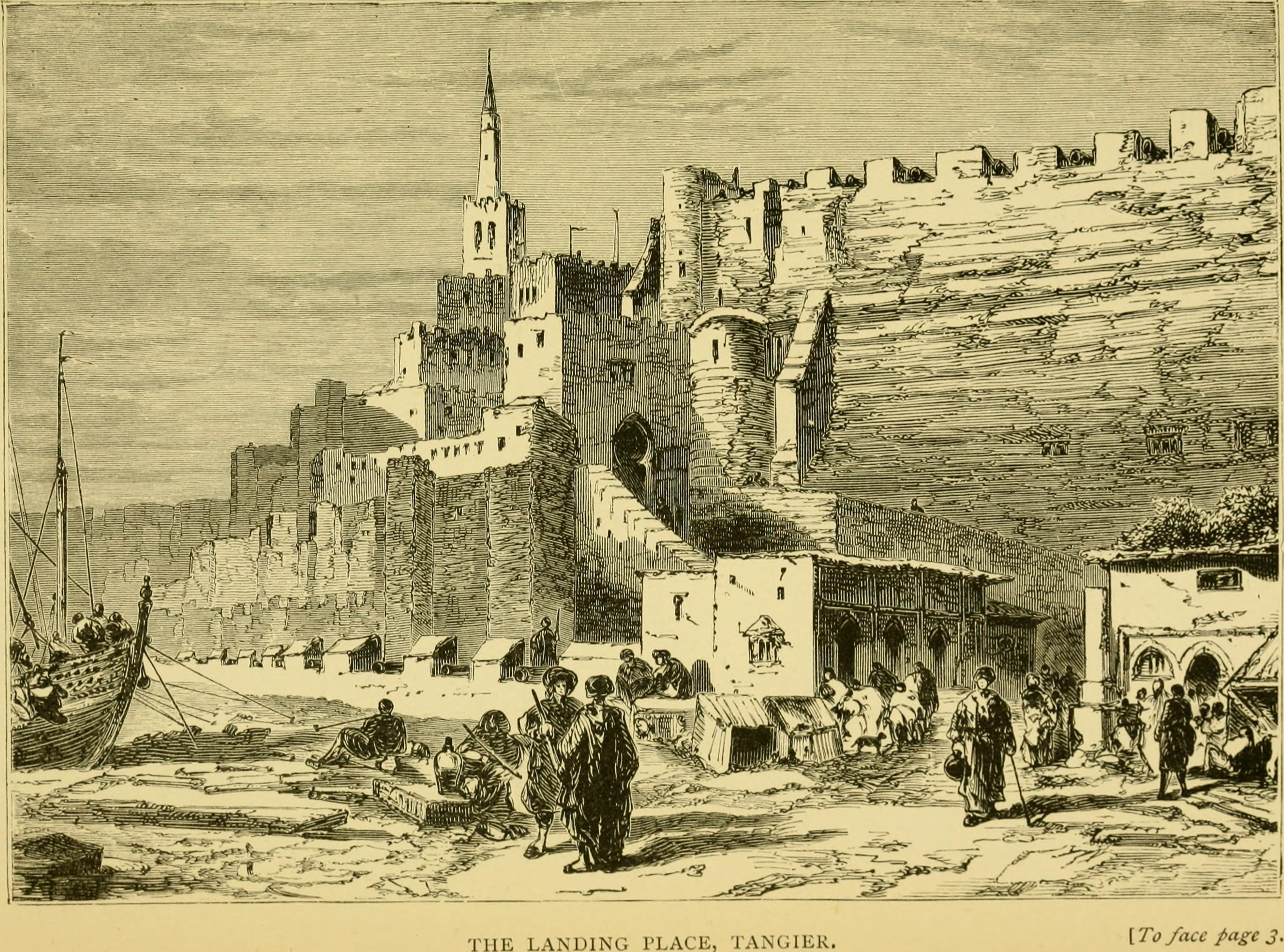
Tânger, ca. 1891

Em 1818, uma epidemia de peste dizimou 20% da população, um flagelo que se repetiu em 1825. Em 1821, a embaixada norte-americana em Tânger torna-se a primeira propriedade do governo dos Estados Unidos no estrangeiro, um presente do sultão Solimão.[carece de fontes?] 
Como represália ao apoio do sultão marroquino Abderramão ao seu genro, o emir argelino Abdalcáder, que liderou a resistência contra os franceses, estes levam a cabo um bombardeamento de Tânger em 1844, comandado pelo príncipe de Joinville, que destruiu as fortificações.[carece de fontes?] 
Em 1849, tropas italianas comandadas por Garibaldi instalam-se em Tânger por um breve período.[carece de fontes?] 
A localização geográfica de Tânger — porta aberta para Marrocos e ponto chave para o controlo do estreito de Gibraltar — e a rivalidade das potências europeias pelo seu controlo converte-a num centro da diplomacia e num importante centro da atividade comercial marroquina no final do século XIX e início do século XX. A França, Espanha, Reino Unido e Alemanha multiplicam as missões diplomáticas e comerciais, tentando ganhar vantagem no xadrez político-estratégico, colocando Tânger no centro de grandes rivalidades internacionais. Em 1880, na convenção de Madrid, tenta-se definir as relações entre as grandes potências sobre a questão marroquina. Nos primeiros anos do século XX, a Alemanha tentou usar a questão da manutenção da independência de Marrocos para — ao mesmo tempo que assegurava o acesso ao estreito e ao país — tentar impedir a partilha do sultanato acordado entre a Espanha e a França com a aprovação do Reino Unido e aumentar as tensões entre as duas últimas potências. Impelido pelo chanceler von Bülow — que anuncia de forma sensacionalista que a Alemanha não permitirá ser posta de parte e que a França não pode alterar o estatuto político de Marrocos sem a autorização de uma nova conferência internacional — o imperador Guilherme II vai a Tânger a bordo do iate imperial Hohenzollern, onde desembarca a 31 de março de 1905; após encontrar-se com um tio do sultão, ele denuncia as intenções espanholas e francesas e pronuncia-se a favor da continuidade da independência marroquina. Este episódio desencadeia a chamada primeira crise de Marrocos, também chamada crise de Tânger, a qual é apontada como uma das causas da Primeira Guerra Mundial, pois piorou de sobremaneira as relações franco-alemãs e ajudou a garantir o sucesso da Entente Cordiale, a aliança entre os rivais coloniais França e Reino Unido.[carece de fontes?] 
A 24 de julho de 1925 a Bélgica, Espanha, Estados Unidos, França, Países Baixos, Portugal, Reino Unido e a União Soviética assinaram um acordo que estabelecia a administração conjunta da cidade de Tânger, que passava a ser uma zona livre de impostos dita com "estatuto internacional". Mais tarde, em 1928, foi também incluída na administração a Itália. A cidade passou a ser autónoma financeiramente e governada por uma administração internacional, nomeadamente uma assembleia legislativa composta por trinta funcionários internacionais nomeados pelos respetivos cônsules e nove funcionários marroquinos. Essa época do "estatuto internacional" foi um período de grande projeção internacional para Tânger, tanto no plano cultural como no dos negócios, favorecidos pelas facilidades proporcionadas ao contrabando, à espionagem e à contrafação.[carece de fontes?] 
Durante a Segunda Guerra Mundial, entre 14 de junho de 1940 (o dia da entrada das tropas do Terceiro Reich em Paris) e 1945, Tânger esteve ocupada por tropas espanholas enviadas por Franco. Esta situação de facto não foi aceite formalmente por nenhum país à exceção da Alemanha Nazi, que colocou um cônsul na cidade na Mendoubia (palácio do mendoub, o alto funcionário do makhzen delegado do sultão), onde esteve içada permanentemente a bandeira nazi. Em março de 1944, a Espanha retira o consulado alemão da Mendoubia e, com o avanço vitorioso do exército aliado, as tropas espanholas acabam por retirar a 9 de outubro de 1945. A cidade recupera então o seu estatuto internacional. Entre 1939 e 1950, a cidade viu a sua população triplicar, alcançando os 150 000 habitantes.[carece de fontes?] 
A 10 de abril de 1947, o sultão Maomé V, acompanhado do príncipe herdeiro Mulei Haçane (futuro rei Haçane II) pronuncia o seu primeiro discurso onde fala de um Marrocos unificado e independente, ligado à nação árabe. Com a independência de Marrocos, a 20 de outubro de 1956, inicia-se um processo político que culminaria com o reconhecimento internacional da anexação de Tânger por aquele país, a 18 de abril de 1960, acordada na Conferência de Fedala realizada entre 8 e 29 de outubro de 1956. Um decreto real mantém a liberdade de câmbio e de comércio até 1960, ano em que o governo marroquino decreta a abolição das vantagens fiscais, passando a cidade a ter um estatuto igual à de outras cidades do reino. No entanto, a fim de evitar uma grande fuga de capitais, o porto de Tânger é dotado de uma zona franca.[carece de fontes?]  Curiosamente, a catedral de Tânger, construída pelos espanhóis — um dos símbolos da presença espanhola e da missão franciscana em Marrocos — foi inaugurada em 1961.[carece de fontes?] 

## Geografia
Tânger situa-se na baía homónima, situada na extremidade ocidental do estreito de Gibraltar, a cerca de 14 km da costa espanhola. A cidade foi originalmente fundada na colina da casbá, tendo-se gradualmente expandido pelas colinas costeiras para oeste, em direção ao cabo Espartel (planalto do Marshan e Vieille Montagne) e posteriormente para oriente, ao longo da praia, em direção do cabo Malabata. Apesar do seu relevo, a rede hidrográfica da área é pouco notável.
Clima
O clima é do tipo mediterrânico, temperado pela influência oceânica e pelo chergui, o vento seco e quente que vem do deserto do Saara. Há quatro estações bem marcadas: os invernos são amenos e húmidos, os verões são tépidos e secos, os outonos e primaveras são moderadamente chuvosos. No entanto, a cidade é frequentemente sujeita a violentos fenómenos meteorológicos, como vento forte e chuvas intensas (exemplo: 200 mm de chuva em 23 de novembro de 2008). A precipitação anual oscila entre 700 e 1 000 mm. As temperaturas médias oscilam entre os 9 e os 16°C em janeiro, o mês mais frio, e os 19 e 29°C em agosto, o mês mais quente. Os recordes de temperatura desde que há registo foram −4,2°C em 28 de janeiro de 2005 e 43,5°C em 1 de agosto de 2003.
| Dados climatológicos para Tânger | Dados climatológicos para Tânger | Dados climatológicos para Tânger | Dados climatológicos para Tânger | Dados climatológicos para Tânger | Dados climatológicos para Tânger | Dados climatológicos para Tânger | Dados climatológicos para Tânger | Dados climatológicos para Tânger | Dados climatológicos para Tânger | Dados climatológicos para Tânger | Dados climatológicos para Tânger | Dados climatológicos para Tânger | Dados climatológicos para Tânger |
| Mês                              | Jan                              | Fev                              | Mar                              | Abr                              | Mai                              | Jun                              | Jul                              | Ago                              | Set                              | Out                              | Nov                              | Dez                              | Ano                              |
| -------------------------------- | -------------------------------- | -------------------------------- | -------------------------------- | -------------------------------- | -------------------------------- | -------------------------------- | -------------------------------- | -------------------------------- | -------------------------------- | -------------------------------- | -------------------------------- | -------------------------------- | -------------------------------- |
| Temperatura máxima recorde (°C)  | 26                               | 26                               | 33                               | 35                               | 36                               | 36                               | 40                               | 43,5                             | 35                               | 34                               | 33                               | 27                               | 43,5                             |
| Temperatura máxima média (°C)    | 16,2                             | 16,7                             | 17,9                             | 19,2                             | 21,9                             | 24,9                             | 28,3                             | 28,6                             | 27,3                             | 23,7                             | 19,6                             | 17,0                             | 21,8                             |
| Temperatura mínima média (°C)    | 8,8                              | 9,0                              | 10,0                             | 11,1                             | 13,4                             | 16,2                             | 18,7                             | 19,1                             | 18,3                             | 15,6                             | 12,2                             | 9,7                              | 13,6                             |
| Temperatura mínima recorde (°C)  | −4,2                             | 2                                | 4                                | 5                                | 8                                | 12                               | 13                               | 13                               | 10                               | 6                                | 4                                | 0                                | −4,2                             |
| Precipitação (mm)                | 10,35                            | 98,7                             | 71,8                             | 62,2                             | 37,3                             | 13,9                             | 2,1                              | 2,5                              | 14,9                             | 65,1                             | 134,6                            | 129,3                            | 735,9                            |
| Dias com chuva                   | 11,2                             | 11,4                             | 10,1                             | 9,3                              | 6,1                              | 3,7                              | 0,8                              | 0,8                              | 3,1                              | 8,0                              | 11,1                             | 12,0                             |                                  |
| Fonte: Hong Kong Observatory     |                                  |                                  |                                  |                                  |                                  |                                  |                                  |                                  |                                  |                                  |                                  |                                  |                                  |

## Cultura

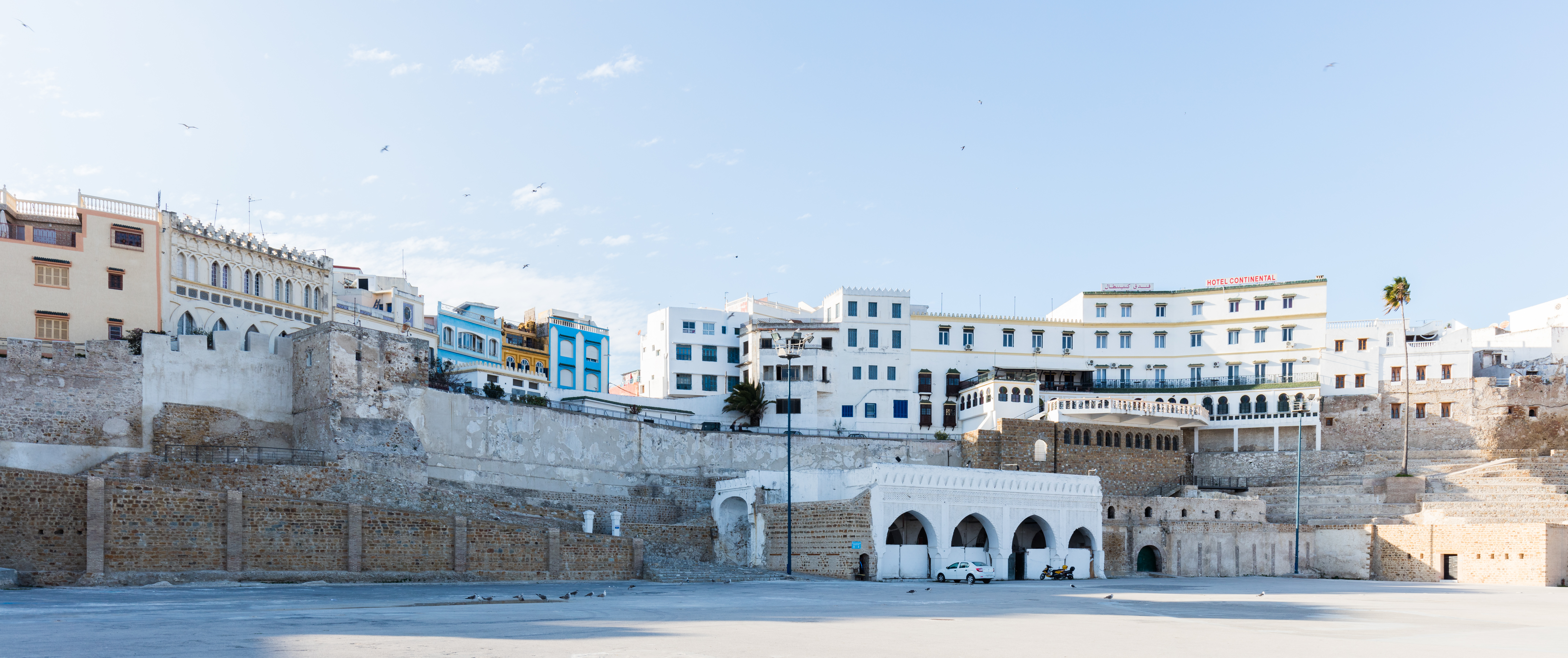
Muralha velha

Ao longo da história, Tânger foi um enclave multicultural de comunidades muçulmanas, judaicas e cristãs. No século XX atraiu artistas, que visitaram longamente ou chegaram mesmo a residir na cidade, como Paul Bowles, William Burroughs, Jack Kerouac, Tennessee Williams, Brion Gysin e os Rolling Stones.
Depois de ter fascinado Delacroix (1798–1863), Tânger converteu-se numa paragem obrigatória para os artistas, que procuravam as cores e a luz que o pintor mostrou. Exemplos disso são o catalão Marià Fortuny (1838–1874), autor do soco de Tânger exposto na Hispanic Society of America em Nova Iorque, ou Matisse, que passou várias temporadas em Tânger, hospedando-se sempre no Hotel Villa de France, no qual atualmente se pode visitar o quarto de cuja janela foi pintada um dos seus quadros, o qual disse «encontrei as paisagens de Marrocos exatamente como são descritas nas pinturas de Delacroix». Por sua vez, o artista californiano Richard Diebenkorn (1922–1993) foi diretamente influenciado pelas cativantes cores e padrões rítmicos das pinturas marroquinas de Matisse.

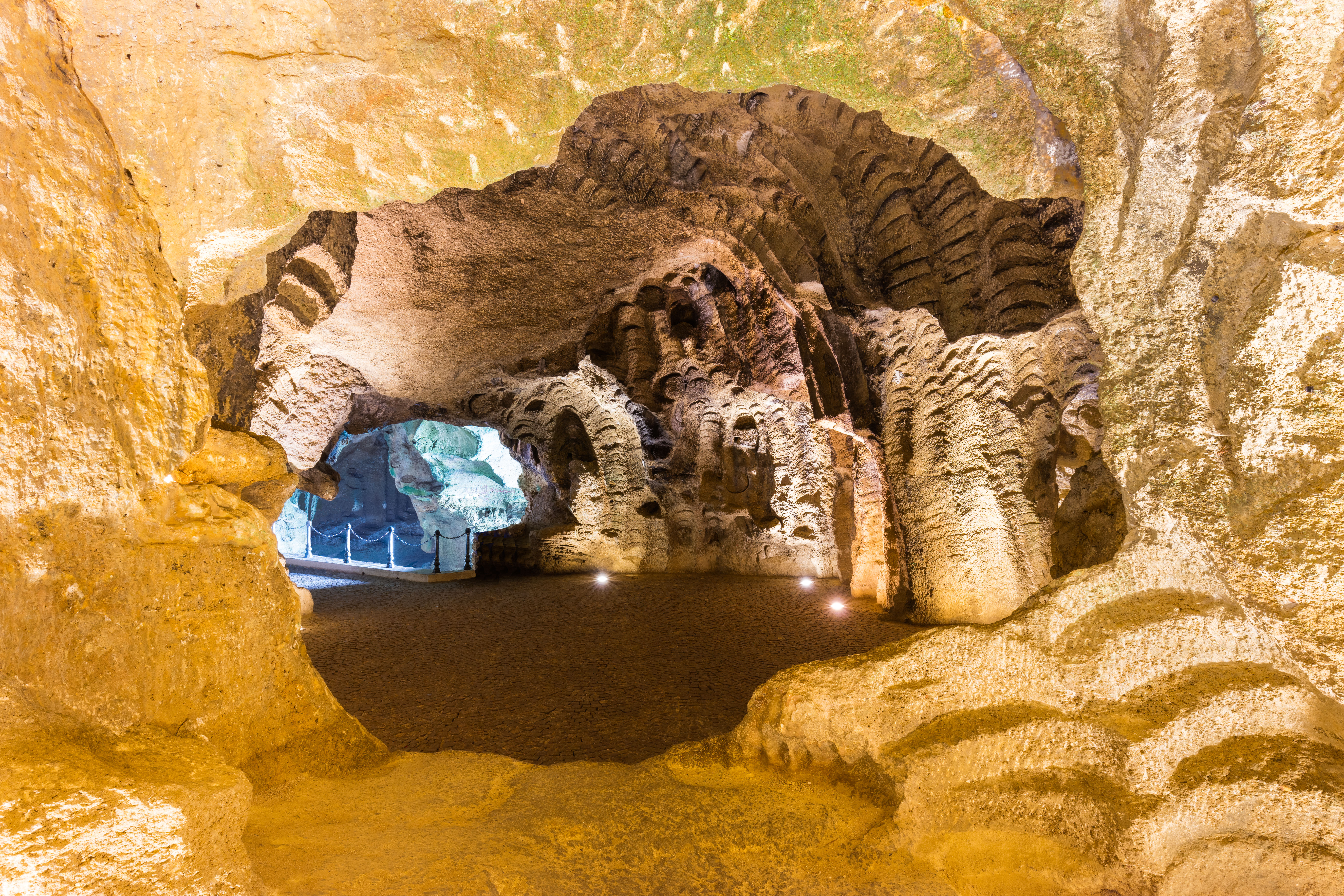
Cavernas de Hércules, cabo Espartel

Em finais do século XIX chega a Tânger o missionário franciscano José Lerchundi, arabista célebre que, com a sua gramática de língua árabe dialetal marroquina, revolucionará o modo de compreender a língua local. Nessa época construiu-se em Tânger o que foi o maior teatro de África, o Gran Teatro Cervantes, inaugurado a 11 de dezembro de 2013.
A cidade conheceu também o êxito de autores nativos, como Mohammed Chukri (1935–2003), considerado um dos escritores norte-africanos mais lidos mas também um dos mais controversos. Paul Bowles (1910–1999) colaborou estreitamente com Chukri nas traduções e escreveu a introdução do seu romance autobiográfico Al-jubs Al-hafi ("pão apenas"), cuja primeira tradução inglesa foi intitulada For Bread Alone e foi descrita por Tennessee Williams como «um verdadeiro testemunho do desespero humano».
Nas décadas de 1940 e 1950, enquanto era uma zona internacional, a cidade serviu como refúgio para artistas, zona de boémia para milionários excêntricos, local de encontro para agentes secretos e todo o tipo de vigaristas, uma Meca para especuladores e burlões, um Eldorado para os amantes da boa vida. As famílias Bakkali, Morodo, Sebahi ou Sbaai estão entre as mais célebres e ricas da cidade.

### Património edificado
Em termos de património edificado, a cidade mantém diversos vestígios da ocupação portuguesa em bom estado de conservação, como a antiga fortaleza e igrejas, com destaque para a Catedral de Nossa Senhora da Assunção.

## Economia

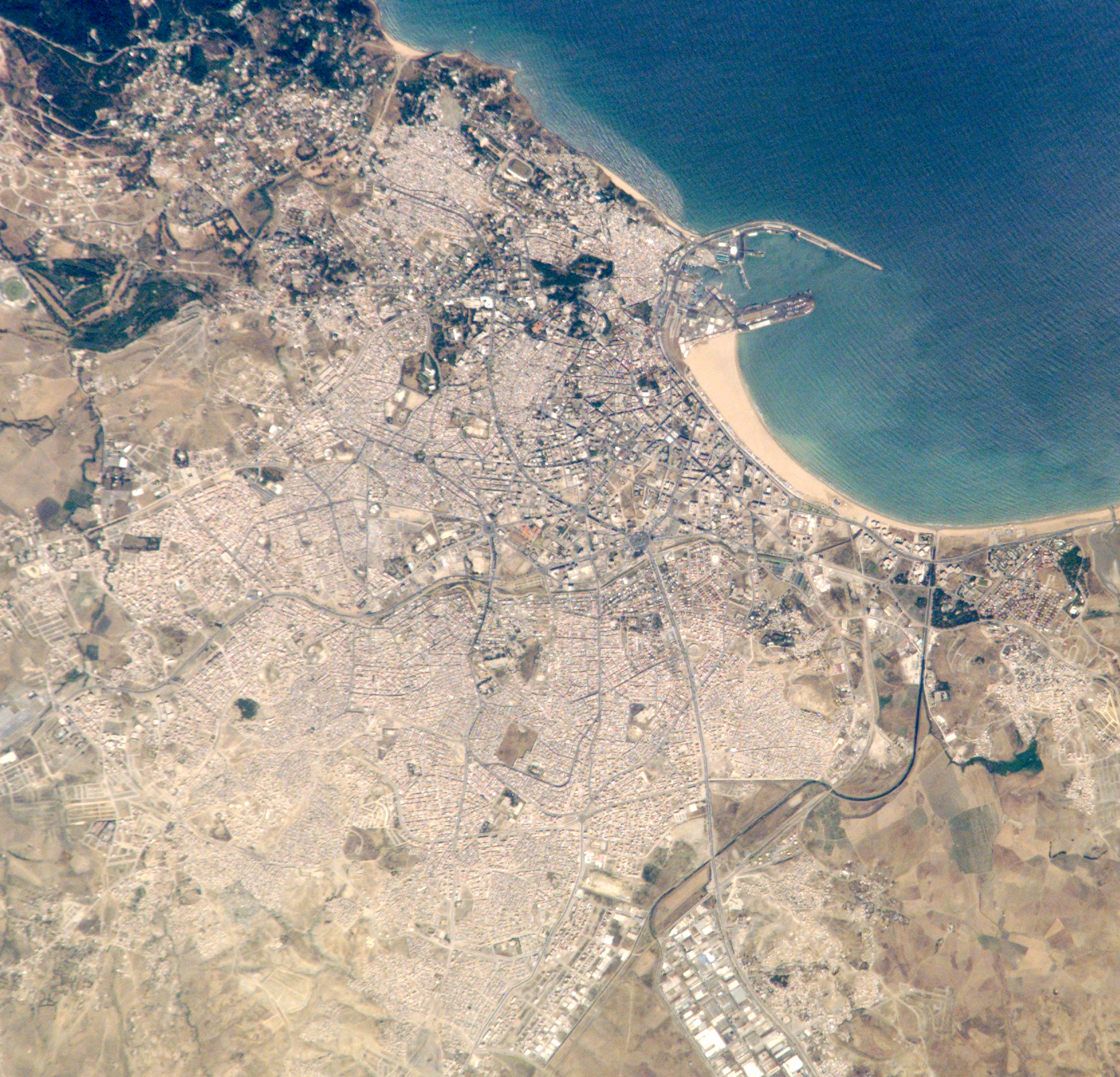
Imagem de satélite de Tânger

Tânger é o segundo centro industrial mais importante de Marrocos, depois de Casablanca, com setores diversificados: têxtil, química, metalo-mecânica metalúrgica e naval. A cidade tem quatro parques industriais, dois deles com o estatuto de zona franca.
O turismo é um dos setores mais importantes para a economia local. O número de hotéis e outros estabelecimentos perto das praias cresceu apreciavelmente nos últimos anos devido ao investimento estrangeiro. Cada vez mais, empresas dos setores imobiliário e de construção têm vindo a investir em infraestruturas turísticas.
Em 2007 foi inaugurada a primeira fase de um novo grande complexo portuário, o Tanger Med, que inclui áreas logísticas e ocupa uma área de 250 hectares; alegadamente é o maior porto de África.[carece de fontes?]
O comércio artesanal na cidade velha (almedina) especializou-se principalmente em produtos de couro, manufatura de madeira e prata, roupa tradicional e calçado.
A agricultura da área é terciária e basicamente produz cereais. A cidade experimentou os efeitos do êxodo rural de cidades e aldeias vizinhas. A população quadruplicou em 25 anos: um milhão de habitantes em 2007 na área metropolitana, contra apenas 250 000 em 1982. Este fenómeno provocou a aparição de bairros suburbanos periféricos que não possuem infraestruturas básicas, habitados principalmente pela população pobre.

## Pessoas famosas nascidas em Tânger
- Ibne Batuta — viajante e explorador berbere
- Jean-Luc Mélenchon — político francês
- Alexandre Rey Colaço — pianista e compositor português
- Roger Elliott — primeiro governador inglês de Gibraltar
- João Alfredo Lobo Antunes — médico português
- Yehuda Busquila — rabino da Congregação Israelita Paulista